# Clarisse Wild
Clarisse Wild (* 25. Juni 1998 in Nîmes) ist eine französische Handballspielerin auf der linken Rückraumposition. Sie ist französische Nationalspielerin in der Variante Beachhandball.

## Hallenhandball
Clarisse Wild begann ihre professionelle Karriere beim Erstligisten HBC Nîmes. In der Saison 2016/17 gehörte sie zum Aufgebot des Vereins im EHF-Pokal, kam jedoch nicht zum Einsatz. 2016 wechselte sie zum Drittligisten Union du Pays d'Aix Bouc HB. Nach 29 Spielen mit 133 erzielten Toren wechselte sie nach zwei Jahren zum Zweitligisten Handball Plan-de-Cuques. Nach zwei Jahren in der zweiten Liga stieg Wild mit der aufgrund der COVID-19-Pandemie verkürzten Saison und insgesamt 20 Zweitligaspielen mit 53 erzielten Toren in die erste französische Liga auf. Nach dem Klassenerhalt und 18 Erstligaspielen mit 41 erzielten Toren wechselte sie zum Ligakonkurrenten Saint-Amand Handball.
Wild bestritt mehrere Spiele für die französische U-17-Nationalmannschaft darunter zwei Spiele 2015 gegen die deutsche Auswahl.

## Beachhandball
Frankreich nahm zwar an der zweiten und dritten Auflage der Beachhandball-Europameisterschaft teil, zog sich danach aber für mehr als zehn Jahre aus dem Sport zurück. Erst 2017 traten die Bleus zum dritten Mal bei einer EM an. Wild gehörte 2017 zu den ersten berufenen Spielerinnen für den Neuaufbau des Nationalteams, auch wenn sie nicht zur allerersten Gruppe der Berufenen gehörte.
2017 wurde Wild erstmals für die Europameisterschaften am Jarun-See in Zagreb in die französische A-Nationalmannschaft berufen. Von den vier Spielen ihrer Vorrunde konnten die Französinnen einzig gegen Schweden gewinnen und zogen damit als Vorletzte der Gruppe gerade so in die Hauptrunde ein. Von den vier Spielen der Hauptrunde gewannen sie das Spiel gegen die Spitzenmannschaft Ungarn im Shootout und gegen Italien. Gegen Ungarn war sie mit zehn erzielten Punkten beste Werferin der Französinnen. Erneut kamen die Französinnen damit knapp in die nächste Runde, das Viertelfinale, wo sie an der Mannschaft aus Spanien klar scheiterten. Die beiden weiteren Platzierungsspiele gegen Russland und die Niederlande wurden verloren und gewonnen, somit schloss Frankreich die EM auf dem siebten Platz ab. Wild kam in allen neun Spielen zum Einsatz und erzielte dabei 48 Punkte.

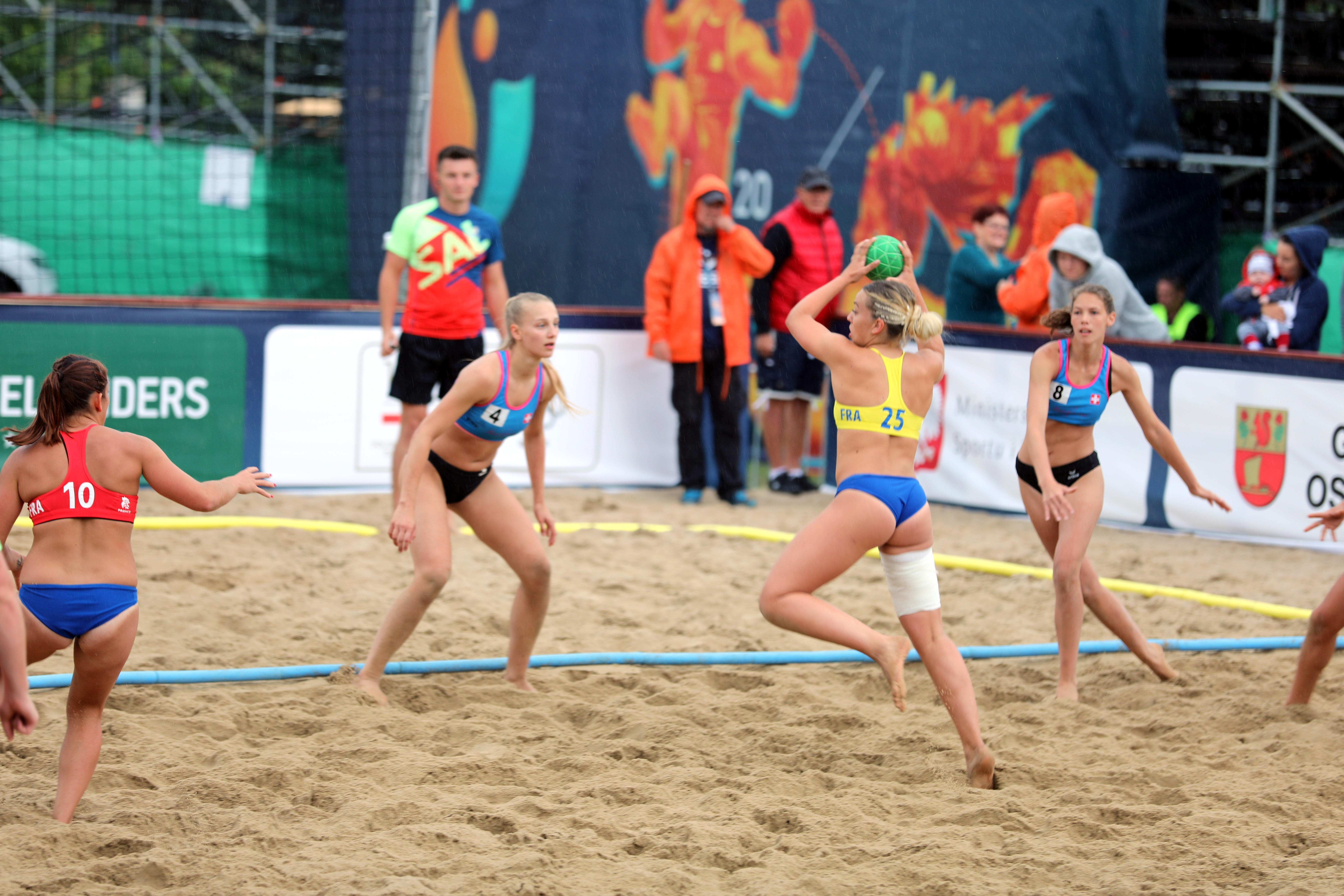
Wild (gelb) im Angriff gegen Antonia Rakaric (#4) und Liv Rusert (#8) im Platzierungsspiel gegen die Schweiz bei den Europameisterschaften 2019; links Romane Frécon-Demouge (rot)

Ihr nächstes Turnier bestritt Wild bei den Europameisterschaften 2019 in Stare Jabłonki, Polen. Attingré startete mit ihrer Mannschaft mit einer knappen Niederlage gegen die Portugiesinnen in das Turnier. Wild war mit neun erzielten Treffern beste Werferin der Französinnen. Ihr zweites Spiel gegen Zypern gewannen sie überlegen. Gegen die Titel-Mitfavoritinnen aus Ungarn gab es im dritten Spiel eine sehr knappe Niederlage. Auch das vierte Vorrundenspiel ihrer Gruppe verloren die Französinnen gegen Polen, wenn auch überaus knapp, mit je einem Punkt Rückstand in den beiden Durchgängen. Als Vorletzte ihrer Gruppe zogen die Französinnen in die Trostrunde ein. Hier konnten sie ihre drei Spiele gegen Russland knapp und gegen Rumänien und Slowenien deutlich gewinnen. In allen drei Spielen wurde Wild nicht eingesetzt. Gegen Rumänien kam sie wie im folgenden ersten Platzierungsspiel nicht zum Einsatz: Bei den Platzierungsspielen verloren die Französinnen gegen die Gastgeberinnen aus Polen im Shootout. Auch in diesem Spiel war Wild mit neun erzielten Punkten beste Torschützin ihrer Mannschaft. Das nächste Spiel gegen die Schweiz wurde im Shootout gewonnen. Auch das letzte Platzierungsspiel wurde gegen Italien klar gewonnen und Frankreich schloss das Turnier als 13. von 20 Mannschaften ab. Wild spielte sieben der zehn Spiele und erzielte 45 Punkte.

## Einzelbelege
1. ↑  LBE | Saint-Amand officialise 3 recrues. 1. Mai 2021, abgerufen am 26. Juni 2021 (französisch).
2. ↑  Team H, ball: Hand/LBE - Clarisse Wild rejoint les louves de Saint-Amand. In: Sport Business Mag. 30. April 2021, abgerufen am 26. Juni 2021 (französisch).LBE (St-Amand-Les-Eaux) - Clarisse Wild s'engage dans le Nord. Abgerufen am 26. Juni 2021.
3. ↑  handball-world: DHB: Weibliche Jugend-Auswahl verliert im zweiten Spiel gegen Frankreich 20:22. Abgerufen am 26. Juni 2021.
4. ↑  Mosbach: Französinnen gewinnen U17-Handball-Länderspiel gegen Deutschland mit 22:20. Abgerufen am 26. Juni 2021.
5. ↑  Handzone - France La France se lance dans le Beach Handball ! lundi 27 juin 2016 : Stats et infos. Abgerufen am 8. April 2021 (französisch).
6. ↑  European Handball Federation - 2017 Women's ECh Beach Handball / Final Tournament. Abgerufen am 17. November 2020 (englisch).
7. ↑  Lancement de l’Euro 2019 de Beach Handball en Pologne. 2. Juli 2019, abgerufen am 5. Januar 2021 (französisch).
8. ↑  European Handball Federation - 2019 Women's ECh Beach Handball / Final Tournament. Abgerufen am 18. November 2020 (englisch).

| Personendaten    | Personendaten                                     |
| ---------------- | ------------------------------------------------- |
| NAME             | Wild, Clarisse                                    |
| KURZBESCHREIBUNG | französische Handball- und Beachhandballspielerin |
| GEBURTSDATUM     | 25. Juni 1998                                     |
| GEBURTSORT       | Nîmes                                             |